# Vioulou
Vioulou – rzeka we Francji, przepływająca przez teren departamentu Aveyron. Ma długość 33,1 km. Stanowi lewy dopływ rzeki Viaur. 

## Geografia
Vioulou swoje źródła ma na płaskowyżu Lévézou (Masyw Centralny), na obszarze Parku Regionalnego Grands Causses, w pobliżu osady Bouloc, w gminie Salles-Curan. Uchodzi do Viaur na terenie gminy Trémouilles. W latach 1949–1951 na rzece zbudowano tamę. W wyniku spiętrzenia wód powstało sztuczne jezioro Lac de Pareloup. 
Vioulou w całości płynie na terenie departamentu Aveyron, w tym na obszarze 9 gmin: Salles-Curan (źródło), Curan, Vézins-de-Lévézou, Arvieu, Pont-de-Salars, Canet-de-Salars, Prades-Salars, Castelnau-Pégayrols, Trémouilles (ujście). 

## Hydrologia
Uśredniony roczny przepływ rzeki Viaur wynosi 1,03 m³/s. Pomiary były przeprowadzone na przestrzeni ostatnich 55 lat w miejscowości Salles-Curan (Trébons-Bas). Największy przepływ notowany jest w lutym (2,06 m³/s), a najmniejszy w sierpniu – 0,10 m³/s. 

## Dopływy
Vioulou ma opisanych 13 dopływów. Są to:
| - Douzes - Ruisseau de Martials - Ruisseau de Bèdettes - Ruisseau des Gagette - Ruisseau de Sauganne - Ruisseau de Connes - Rieutord | - Ruisseau du Roucan - Ruisseau de Calières - Ruisseau de la Gourde - Vioulette - Ravin du Pré Sec - Ruisseau du Portal |